# Синицевые бабблеры
Синицевые бабблеры (лат. Macronus) — род воробьиных птиц из семейства тимелиевых (Timaliidae). Распространено неправильное написание названия рода: Macronous.

## Распространение
Обитают в странах Азии, в том числе в Юго-Восточной Азии и на островах (Филиппинах, принадлежащих Индонезии и других).

## Классификация
Международный союз орнитологов относит к роду 2 вида:
- Macronus ptilosus Jardine & Selby, 1835 — Пушистый синицевый бабблер
- Macronus striaticeps Sharpe, 1877 — Пестроголовый синицевый бабблер

Ещё четыре вида ранее включали в этот род, но потом поместили в род Mixornis:
- Mixornis bornensis Bonaparte, 1850
- Mixornis flavicollis Bonaparte, 1850 — Желтошейный синицевый бабблер
- Mixornis gularis (Horsfield, 1822) — Желтогрудый синицевый бабблер
- Mixornis kelleyi Delacour, 1932 — Серолицый синицевый бабблер